# Hoplodactylus stephensi
Hoplodactylus stephensi är en ödleart som beskrevs av  Joan Robb 1980. Hoplodactylus stephensi ingår i släktet Hoplodactylus och familjen geckoödlor. IUCN kategoriserar arten globalt som sårbar. Inga underarter finns listade i Catalogue of Life.